# Star Trek: Deep Space Nine
Star Trek: Deep Space Nine (även förkortat ST:DS9, STDS9 eller DS9) är en amerikansk science fiction-TV-serie producerad av Paramount Television och utspelar sig i Star Treks fiktiva universum. Serien som ursprungligen visades under sju säsonger åren 1993 till 1999 i syndikering. skapades av Rick Berman och Michael Piller och var en spinoff av Star Trek: The Next Generation. Den baserades på Gene Roddenberrys Star Trek men var den första i serien som skapades helt utan inblandning av honom.

## Om serien
Deep Space Nine var ett avsteg från det etablerade Star Trek-konceptet där handlingen kretsar kring en besättning ombord i ett rymdskepp. Istället skildrades händelser på och omkring rymdstationen Deep Space Nine, en tidigare cardassisk malmbearbetningsstation (ursprungligen kallad Terok Nor) som nyligen övertagits av Federationen och bajoranerna. I det första avsnittet upptäcker besättningen ett stabilt maskhål i närheten av stationen vilket möjliggör resande till och från den hittills outforskade gammakvadranten. Detta gör att rymdstationen omedelbart blir mycket intressant ur såväl vetenskaplig, militär som ekonomisk synvinkel.
Inuti maskhålet lever utomjordiska väsen som existerar bortom tid och som inte heller har något begrepp av den linjära existensen hos andra livsformer. Dessa utomjordingar är Profeter för folket på Bajor och maskhålet är det sedan länge förutsagda Himmelska Templet. Deep Space Nines befälhavare Benjamin Sisko, som upptäckte maskhålet, utnämns till profeternas sändebud, en andlig roll som han inte känner sig bekväm i.
Star Trek: Deep Space Nine väckte starka känslor hos Star Trek-fans. Vissa var inte nöjda och övergav redan tidigt serien och somliga menade att serien inte överensstämde med Gene Roddenberrys vision (trots att det har rapporterats att Roddenberry själv godkänt konceptet strax före sin död). Andra tyckte att det är den mest välskrivna av alla Star Trek-serier som producerats. Fans till programmet kallas Niners (efter ett basebollag som framträdde i ett avsnitt under sista säsongen) och är ganska beskyddande vid kritik av serien.
Serien blev aldrig den tittarsuccé som föregångarna varit, i mitten av 90-talet hävdade Entertainment Weekly att Star Trek snart skulle avsluta sin resa, men den fortsatte att vara en av de mest uppskattade syndikerade dramaserierna under sin första sändningsomgång. Paramount var tillräckligt nöjda för att senare lansera ytterligare två Star Trek-serier.

## Handling
Star Trek: Deep Space Nine är också olik de tidigare Star Trek-serierna genom att ha historier som spänner över flera avsnitt. De andra serierna (med undantag för den senare Star Trek: Enterprise) tenderar att återgå till status quo ante vid avsnittets slut så att avsnitten kan ses i fel ordning utan att historien förstörs. I Deep Space Nine återfinns ofta referenser till tidigare episoder och handlingen byggs på så sätt vidare men ibland är också avsnitten uppbyggda som en följetong med ett spännande avslut, en så kallad cliffhanger i varje avsnitt. Detta blev speciellt uppenbart mot slutet av serien då varje avsnitt var en direkt fortsättning på det tidigare.
Ett exempel på en sådan sammanhängande historia är Benjamin Siskos roll som religiös ikon. Till en början möter han sin roll med både skepticism och obehag, han vägrar se utomjordingarna som annat än varelser som lever inuti maskhålet. Men mot slutet av serien verkar han ha omfamnat sin roll som profeternas sändebud.
I avsnittet "Rules of Acquisition" introduceras Dominion, ett hänsynslöst imperium i gammakvadranten som leds av den utomjordiska rasen Grundarna. Denna utomjordiska ras (samma ras som säkerhetschef Odo tillhör) kallas även för Changelingar på grund av sin förmåga att kunna ändra sin fysiska form. En gång var de förföljda av andra raser utan förmåga att ändra form (vilka de kallar för solida) och deras avsikt är nu att kontrollera alla som inte är som de. Grundarna har skapat två raser som tjänar dem: Vorter som är sluga och omstörtande diplomater och Jem'Hadarer som är starka och krigiska stormtrupper. Båda dessa raser dyrkar Grundarna som sina gudar.
Dominion invaderar alfakvadranten, allierar sig med cardassierna och startar slutligen krig med de övriga stormakterna i kvadranten. Genom hela serien förändras allianser gång på gång: förbund med cardassierna skapas, avbryts och görs om; en kort konflikt med klingonerna bryter ut och Federationen sluter en allians med romulanerna. 
Ett annat exempel på seriens mörkare teman är Section 31, en hemlig organisation som existerar vid sidan av, men djupt engagerad i bevarandet av Federationen. Denna odemokratiska organisation rättfärdigar sina olagliga, etiskt tvivelaktiga taktiker genom att hävda att de är nödvändiga för Federationens fortsatta existens. Section 31 är en viktig del i handlingen i flera avsnitt kring kriget med Dominion.
Ferengierna i serien är inte längre fiender till Federationen utan snarare en ekonomisk makt vars neutralitet mestadels respekteras. Flera avsnitt utforskar den kapitalistiska naturen hos ferengierna (ofta på ett humoristisk sätt). De vägleds i livet och i sina affärsuppgörelser av förvärvsregler ("Rules of Aquisition"). 
Flera av huvudpersonerna har egna personliga demoner och historier som är ganska specifika för rollfigurerna.
Jadzia Dax är en Trill; hon är en ung kvinna som blivit förenad med den över 300-år gamla Dax-symbianten. Detta ger henne minnen från sju tidigare livstider där värdarna för symbianten både varit män och kvinnor. I avsnittet Rejoined möter Jadzia hustrun till en tidigare värd och känslorna för varandra återkommer, de kysser varandra trots lagar som förbjuder Triller att beblanda sig med tidigare livstiders förhållanden. 
Odo är en formskiftare och sköter rymdstationens säkerhet med en stark känsla av rättvisa. Han drivs av en önskan att finna andra av sin egen ras, och att ta reda på var han kommer ifrån. Till slut upptäcker han sanningen att han är en av Grundarna, och han slits mellan längtan att återvända till sitt ursprungshem och kärleken till Kira Nerys.
Worf, en av karaktärerna från Star Trek: The Next Generation, anslöt sig till besättningen i början av fjärde säsongen i ett försök att öka seriens tittarsiffror. Flera avsnitt handlar om hans försök att balansera sitt klingonska ursprung och sin pliktskyldighet gentemot Federationen.

## Teman
Deep Space Nine övergav till en del den idealistiska världsbild som präglat tidigare Star Trek-serier och fokuserade mer på konflikter, politik, med Star Trek-mått djupa andliga frågor, krig och andra nutida frågor. Samtidigt finns vissa samband mellan Deep Space Nine och den tidigare serien Star Trek: Next Generation – exempelvis förekommer karaktärerna Chief Miles O'Brien och Worf i bägge serierna. Maquis-upproret finns med i bakgrunden till alla de tre nyaste serierna, dvs. Deep Space Nine, Next Generation och Star Trek: Voyager.
Det tema som står ut mest från de andra i serien är de djupt troende bajorernas försök att bygga upp sin värld och ekonomi efter många år av förtryck från Cardassia. Förhållandet mellan bajorerna och cardassierna porträtteras till en början på ett sätt som liknar förhållandet mellan de slaviska folken och nazisterna under andra världskriget. 

## Rollista
| Huvudroller      | |                                                          |             |              |                                                      |
| Skådespelare     | Roll | Position                                                 | Medverkan   | Ras          | Rank                                                 |
| Avery Brooks     | Benjamin Sisko | Befälhavare                                              | Säsong 1-7  | Människa     | Kommendörkapten (Säsong 1-3), Kommendör (Säsong 3-7) |
| Avery Brooks     | Benjamin Sisko är Stjärnflottans representant och befälhavare över Deep Space Nine. I början av serien är han en sörjande änkling (då hans fru dog i konflikten med Borgerna vid Battle of Wolf 359) och far till en tonårig son, Jake. Han och Jadzia Dax upptäcker det Bajoranska maskhålet, vilket Bajoranerna tror är profeternas hemvist. Bajoranerna kallar Sisko för "Emissary of the Prophets", en beundrande religiös status vilket i slutändan gör honom väldigt obekväm. Till följd av sitt exemplariska ledarskap blir han, i slutet av den tredje säsongen, befordrad från kommendörkapten till kommendör. |                                                          |             |              |                                                      |
| Nana Visitor     | Kira Nerys | Försteofficer                                            | Säsong 1-7  | Bajoran      | Major (Säsong 1-6), Överste (Säsong 7)               |
| Nana Visitor     | Kira Nerys är Bajors högste representant på rymdstationen och Siskos försteofficer. Från säsong 1 till 6 innehar hon graden major och blir under sjunde säsongen befordrad till överste. |                                                          |             |              |                                                      |
| Rene Auberjonois | Odo | Säkerhetschef                                            | Säsong 1-7  | Formskiftare | Konstapel (inofficiell)                              |
| Rene Auberjonois | Odo är stationens okorrupte säkerhetschef. Han är en formskiftare och är kapabel att ta vilken form han önskar. Han upptäcktes och växte upp hos Bajoranerna. Han strävar efter att hitta sitt eget folk, men när han till slut gör det, blir han besviken när han upptäcker att de styr Gamma kvadranten med järnhand. |                                                          |             |              |                                                      |
| Alexander Siddig | Julian Bashir | Chefsläkare                                              | Säsong 1-7  | Människa     | Löjtnant (Säsong 1-7)                                |
| Alexander Siddig | Doktor Julian Bashir är rymdstationens överläkare. |                                                          |             |              |                                                      |
| Terry Farrell    | Jadzia Dax | Chief Science Officer                                    | Säsong 1-6  | Trill        | Löjtnant (Säsong 1-3), Kapten (Säsong 4-6)           |
| Terry Farrell    | Jadzia Dax är stationens Trill science officer. Hon delar sitt liv och sina tankar med en långlivad symbiont vid namn Dax, som redan har upplevt sju liv med andra Trills som värdar. Den förre värden Curzon Dax, hade en väldigt nära relation som vän och mentor till Sisko. Jadzia mördades av Gul Dukat i slutet av sjätte säsongen. |                                                          |             |              |                                                      |
| Nicole de Boer   | Ezri Dax | Rådgivare                                                | Säsong 7    | Trill        | Fänrik (Säsong 7), Löjtnant (Säsong 7)               |
| Nicole de Boer   | Ezri Dax är trill i Stjärnflottan och näste värd åt symbionten Dax efter Jadzias död i säsong 6. |                                                          |             |              |                                                      |
| Michael Dorn     | Worf | Yttre säkerhetschef/Starfleet USS Defiants Firsteofficer | Säsong 4-7  | Klingon      | Örlogskapten                                         |
| Michael Dorn     | Worf är en klingon och yttre säkerhetschef på rymdstationen. Han är tidigare känd som säkerhetschef på Enterprise-D i Star Trek: The Next Generation. |                                                          |             |              |                                                      |
| Colm Meaney      | Miles O'Brien | Teknisk chef                                             | Säsong 1-7  | Människa     | Chief Petty Officer                                  |
| Colm Meaney      | Miles O'Brien är stationens tekniska chef, som ser till att den fungerar korrekt. Han är gift med botanisten och läraren Keiko. De har en dotter som heter Molly, och senare en son vid namn Kirayoshi. O'Brien är liksom Worf en återkommande roll från The Next Generation. |                                                          |             |              |                                                      |
| Cirroc Lofton    | Jake Sisko |                                                          | Säsong 1-7  | Människa     | Civil                                                |
| Cirroc Lofton    | Jake är Benjamin Siskos son. Han väljer att inte följa i sin fars fotspår, och vill istället bli författare och reporter. Han är först hars över idén att bo på en gammal Cardassisk rymdstation, men lär sig dock att anpassa sig till livet på stationen. Han utvecklar en djup vänskap med Ferengin Nog. |                                                          |             |              |                                                      |
| Armin Shimerman  | Quark | Barägare                                                 | Seasons 1-7 | Ferengi      | Civil                                                |
| Armin Shimerman  | Quark äger en bar på stationen. Liksom andra medlemmar av sin ras (bortsett från sin bror Rom), är han extremt girig och är villig att göra vad som helst för att komma över mer latinum. Detta leder honom oftast till konflikt med Odo. |                                                          |             |              |                                                      |

### Återkommande roller
- Gul Dukat, f.d. chef på rymdstationen när cardassierna innehade den, blir allt galnare – (Marc Alaimo) – 35 avsnitt 1993 - 1999
- Garak, ende cardassiern kvar på rymdstationen – (Andrew Robinson) – 37 avsnitt 1993 - 1999
- Nog, ferengi och vän till Jake – (Aron Eisenberg) – 47 avsnitt 1993 - 1999
- Morn, stamgäst på Quarks, yttrar inte ett ord i hela serien – Mark Allen Shepherd – 91 avsnitt 1993 -1997
- Rom, Quarks förtryckte bror och Nogs far – Max Grodénchik – 37 avsnitt 1993 - 1999
- Weyoun, vorta av grundarna klonad sambandsofficer mellan Dominion och Cardassia – Jeffrey Combs – 32 avsnitt 1994 - 1999

Star Trek: Deep Space Nine / Memory Alpha